# Place w Łodzi
W Łodzi istnieją 33 place, pełniące funkcje reprezentacyjne, rekreacyjne lub komunikacyjne.

## Place w kolejności alfabetycznej
- Plac 4 Czerwca 1989 roku
- Plac adw. Joanny Agackiej-Indeckiej
- Plac Norberta Barlickiego (Zielony Rynek)
- Plac Henryka Dąbrowskiego
- Plac Romana Dmowskiego
- Plac Wojciecha Głowackiego
- Plac Józefa Hallera
- Plac Katedralny im. Jana Pawła II
- Plac Komuny Paryskiej
- Plac Kościelny
- Plac ks. Prałata Grzegorza Kudrzyckiego
- Plac Małogoskie Pole
- Plac Stanisława Mikulskiego
- Plac Niepodległości
- Plac Ofiar Zbrodni Katyńskiej
- Plac Pamięci Narodowej
- Plac Piastowski
- Plac Pokoju
- Plac Poznańskiego Czerwca
- Plac Władysława Reymonta (Górny Rynek)
- Plac Bronisława Sałacińskiego
- Plac Słoneczny
- Plac Janusza Szoslanda
- Plac Wielkiej Orkiestry Świątecznej Pomocy
- Plac Wincentego Witosa
- Plac Wolności (Rynek Nowomiejski)
- Plac Zwycięstwa (Wodny Rynek)
- Rynek Bałucki
- Rynek Czerwony
- Rynek Dolny
- Rynek Nowosolna
- Rynek Włókniarek Łódzkich w Centrum Manufaktura
- Stary Rynek (Rynek Staromiejski)